# Huberia carvalhoi
Huberia carvalhoi är en tvåhjärtbladig växtart som beskrevs av José Fernando Andrade Baumgratz. Huberia carvalhoi ingår i släktet Huberia och familjen Melastomataceae. Inga underarter finns listade i Catalogue of Life.